# Шамба, Иван Сафарович
Иван Сафарович Шамба (17 января 1950, с. Абгархук, Гудаутский район, Абхазская АССР — 9 ноября 2023) — учёный-фольклорист, музыкант, хормейстер, музыкальный педагог. Заслуженный деятель искусств Абхазской АССР (1984). Ветеран Отечественной войны народа Абхазии 1992—1993 гг. Кавалер ордена «Честь и слава» третьей степени (2004).

## Биография
Закончил Сухумское музыкальное училище.
В 1970 г. был певцом Абхазской государственной хоровой капеллы, с 1971 г. дирижёр заслуженного Государственного ансамбля народной песни и танца Абхазии.
В 1984—1993 гг. работал дирижёром, художественным руководителем ансамбля «Рица». Организовал ансамбль «Уарада» при Абхазском государственном драмтеатре им. С. Я. Чанба.
Основной вид научной деятельности — фольклористика, полевые исследования, сбор народных песен. Задокументировал песни, собранные в селах Абхазии: Абгархук, Ачандара, Звандрипш, Отхара, Отап, Кутол, Члоу, пос. Агудзера, и песни из архива автора книги, записанные в Гудаутском районе в 1978-80 гг. и в 2001 г.
В период Отечественной войны народа Абхазии 1992—1993 гг. был командиром взвода работников культуры и искусства на Гумистинском фронте.
В 1994—2002 гг. — директор Сухумского музыкального училища.
Скончался 9 ноября 2023 года в возрасте 73 лет.

## Награды
в 1983 г. присваивается почётное звание «Заслуженный деятель искусств Абхазской АССР».
Указом Президента РА В. Г. Ардзинба от 5 июля 2004 г. за заслуги в развитии, сохранении и исследовании музыкального фольклора он был награждён орденом «Ахьдз-Апша» III степени.